# アシュリン・ギア
アシュリン・ギア（ Ashlyn Gere 本名キンバリー・アシュリン・マッカミー Kimberly Ashlyn McKamy 1959年9月14日 - ）は、ノースカロライナ州チェリーポイント出身のアメリカ合衆国の元ポルノ女優。ストレート（男女）・レズビアン双方の映画で演じている。彼女はまた、一般向け映画とテレビでも女優として活動しており、その中で最も有名なものは、テレビシリーズ「Space: Above and Beyond」である。
彼女はハイスクール時代はチアリーダーで、州立ネバダ大学ラスベガス校の卒業生である。(演劇学と通信学専攻）

## 経歴
1980年代、彼女は複数のいわゆるB級映画に出演している。例えば1987年の『Creepozoids 』において「ケイト」という役を演じており、キム・マッカミーとクレジットされている。また、『氷の微笑』や『幸福の条件』等といったメジャー映画にも裸のシーン等での代役としてであるが出演している。1990年ポルノ作品にデビュー、そして、非常に元気旺盛なパフォーマンスで有名になった。彼女は、1995年から1996年にかけて、テレビシリーズ『Space: Above and Beyond 』にキンバリー・パットン名義で出演した。またその名前で『Silk Stalkings 』と『ミレニアム』のエピソードに出演している。
ギアは、一般映画で端役を演じるのと平行してポルノ映画にも出演し始めた。彼女は上記の番組に出演している間にも、ポルノ出演を続けた。そして、（どちらかだけに集中する普通の方策と対照的に）うまく一般向けとポルノの経歴のバランスをとる数少ない女優の1人となった。彼女はまた、 パットン名義で映画『The One 』 と『Willard (2003年) 』に、キンバリー・アシュリン・ギア名義で『Xファイル』に出演した。
アシュリンの最初のアナルセックスシーンは、おそらくイベント「 – Ashlyn Gere – Put It In Gere : Put It In Her Rear」のための映画においてである。しかしながら、彼女は『アシュリン・ギア/美性獣 (Ashlyn Gere – Realities) 』におけるトム・バイロンとのアナルシーンが最初であると主張している。アシュリンのトレードマークは、その激情的なシーンと、どのようなシチュエーションであろうとパートナー（達）を支配する能力である。
彼女は1988年にマーシャル・パットン（別名レイン・パーカー）と結婚しており、彼らには子供が1人いる。彼女はテキサス州に住んでいて、不動産仲介人として働いている。

## 受賞歴
AVN
- 1993年 AVN 最優秀主演女優 – 映画 『Chameleons』[1]
- 1993年 AVN 最優秀主演女優 – ビデオ 『Two Women』[1]
- 1993年 AVN Best All-Girl Sex Scene – 映画 『Chameleons』 (ディーダー・ホランドとともに)[1]
- 1993年 AVN Best Group Scene – ビデオ 『Realities 2』 (マーク・ウォーリス、T・T・ボーイとともに)[1]
- 1993年 AVN Female Performer of the Year[1]
- 1995年 AVN 最優秀主演女優 – 映画 『The Masseuse 2』[1]
- 1995年 AVN 最優秀主演女優 – ビデオ 『Body & Soul』[1]
- 1995年 AVN Best Couples Sex Scene – ビデオ 『Body & Soul』 (マイク・ホーナーとともに)[1]
- AVN殿堂顕彰[2]

FOXE
- 1992年 FOXE Female Fan Favorite[3]
- 1993年 FOXE Female Fan Favorite[3]
- 1994年 FOXE Female Fan Favorite[3]

XRCO
- 1992年 XRCO 最優秀主演女優 (Single Performance) 『Chameleons: Not The Sequel』[4]
- 1992年 XRCO Best Couples Sex Scene 『Chameleons: Not The Sequel』 (ロッコ・シフレディとともに)[4]
- 1992年 XRCO Best Girl-Girl Scene 『Chameleons: Not The Sequel』 (ディーダー・ホランドとともに)[4]
- 1992年 XRCO Female Performer of the Year[4]
- 2003年 XRCO殿堂顕彰[4]